# 시몬느 핸드백 박물관
시몬느 핸드백 박물관(영어: Simone Handbag Museum)은 대한민국 서울특별시에 위치한 핸드백 박물관이다. 2012년 7월 19일에 개관했으며, 총 300여 개의 가방들이 전시되어있다.